# Rajd Wielkiej Brytanii 1994
Rajd Wielkiej Brytanii 1994 (pełna nazwa: 50th Network Q RAC Rally) – dziesiąta runda Rajdowych Mistrzostw Świata sezonu 1994, która odbyła się w dniach 20–23 listopada. Zwycięzcą został Colin McRae.

## Wyniki
| Msc.                   | Kierowca               | Pilot                  | Samochód                | Czas                   | Strata                 | Grupa                  | Punkty                 |
| Klasyfikacja generalna | Klasyfikacja generalna | Klasyfikacja generalna | Klasyfikacja generalna  | Klasyfikacja generalna | Klasyfikacja generalna | Klasyfikacja generalna | Klasyfikacja generalna |
| ---------------------- | ---------------------- | ---------------------- | ----------------------- | ---------------------- | ---------------------- | ---------------------- | ---------------------- |
| 1                      | Colin McRae            | Derek Ringer           | Subaru Impreza 555      | 5:17.25                | 0.0                    | A8 M                   | 20                     |
| 2.                     | Juha Kankkunen         | Nicky Grist            | Toyota Celica GT-Four   | 5:20.58                | +3.33                  | A8 M                   | 15                     |
| 3.                     | Bruno Thiry            | Stéphane Prévot        | Ford Escort RS Cosworth | 5:27.37                | +10.12                 | A8 M                   | 12                     |
| 4.                     | Stig Blomqvist         | Benny Melander         | Ford Escort RS Cosworth | 5:30.13                | +12.48                 | A8                     | 10                     |
| 5.                     | Ari Vatanen            | Fabrizia Pons          | Ford Escort RS Cosworth | 5:34.25                | +17.00                 | A8                     | 8                      |
| 6.                     | Didier Auriol          | Bernard Occelli        | Toyota Celica Turbo 4WD | 5:47.57                | +30.32                 | A8 M                   | 6                      |
| 7.                     | Gwyndaf Evans          | Howard Davies          | Ford Escort RS 2000     | 5:52.24                | +34.59                 | A7                     | 4                      |
| 8.                     | Jan Habig              | Douglas Judd           | Ford Escort RS Cosworth | 5:53.16                | +35.51                 | A8                     | 3                      |
| 9.                     | Tommi Mäkinen          | Seppo Harjanne         | Nissan Sunny GTI        | 5:53.25                | +36.00                 | A7                     | 2                      |
| 10.                    | Grégoire De Mévius     | Willy Lux              | Opel Astra GSI 16V      | 5:53.54                | +36.29                 | A7                     | 1                      |
| PWRC                   |                        |                        |                         |                        |                        |                        |                        |
| 1 (12).                | Jonny Milner           | Steve Turvey           | Ford Escort RS Cosworth | 5:57:37                | -                      | N4                     |                        |
| 2 (13).                | Masao Kamioka          | Iain Stewart           | Subaru Impreza WRX      | 6:00:38                | +3:01                  | N4                     |                        |
| 3 (13).                | Jesús Puras            | Álex Romaní            | Ford Escort RS Cosworth | 6:05:08                | +7:31                  | N4                     |                        |
| 2L WRC                 |                        |                        |                         |                        |                        |                        |                        |
| 1 (7).                 | Gwyndaf Evans          | Howard Davies          | Ford Escort RS 2000     | 5:52.24                | -                      | A7                     |                        |
| 2 (9).                 | Tommi Mäkinen          | Seppo Harjanne         | Nissan Sunny GTI        | 5:53.25                | +1:01                  | A7                     |                        |
| 3 (10).                | Grégoire De Mévius     | Willy Lux              | Opel Astra GSI 16V      | 5:53.54                | +1:30                  | A7                     |                        |

## Klasyfikacja końcowa sezonu 1994
Tabele przedstawiają tylko pięć pierwszych miejsc.

### Kierowcy
| Lp. | Kierowca       | Pkt |
| --- | -------------- | --- |
| 1   | Didier Auriol  | 116 |
| 2   | Carlos Sainz   | 99  |
| 3   | Juha Kankkunen | 93  |
| 4   | Colin McRae    | 49  |
| 5   | Bruno Thiry    | 44  |

### Producenci
| Lp. | Producent  | Pkt |
| --- | ---------- | --- |
| 1   | Toyota     | 151 |
| 2   | Subaru     | 140 |
| 3   | Ford       | 116 |
| NK  | Mitsubishi | 41  |